# Misgolas millidgei
Misgolas millidgei là một loài nhện thuộc chi Misgolas trong họ Idiopidae. Misgolas millidgei được G. Wishart & D.M Rowell miêu tả năm 2008.